# Mallinella hingstoni
Mallinella hingstoni är en spindelart som först beskrevs av Brignoli 1982.  Mallinella hingstoni ingår i släktet Mallinella och familjen Zodariidae. Inga underarter finns listade i Catalogue of Life.